# Duck Donuts
A Duck Donuts é uma cadeia americana de lojas de donuts sediada em Mechanicsburg, Pensilvânia. A Duck Donuts foi fundada em 2006 em Duck, Carolina do Norte, por Russ DiGilio e Robin Griffith, e desde então expandiu-se para mais de 100 locais nos Estados Unidos (em novembro de 2022). Os produtos da cadeia incluem donuts personalizados, feitos sob encomenda, outros produtos de panificação e uma variedade de bebidas.

## História e funcionamento

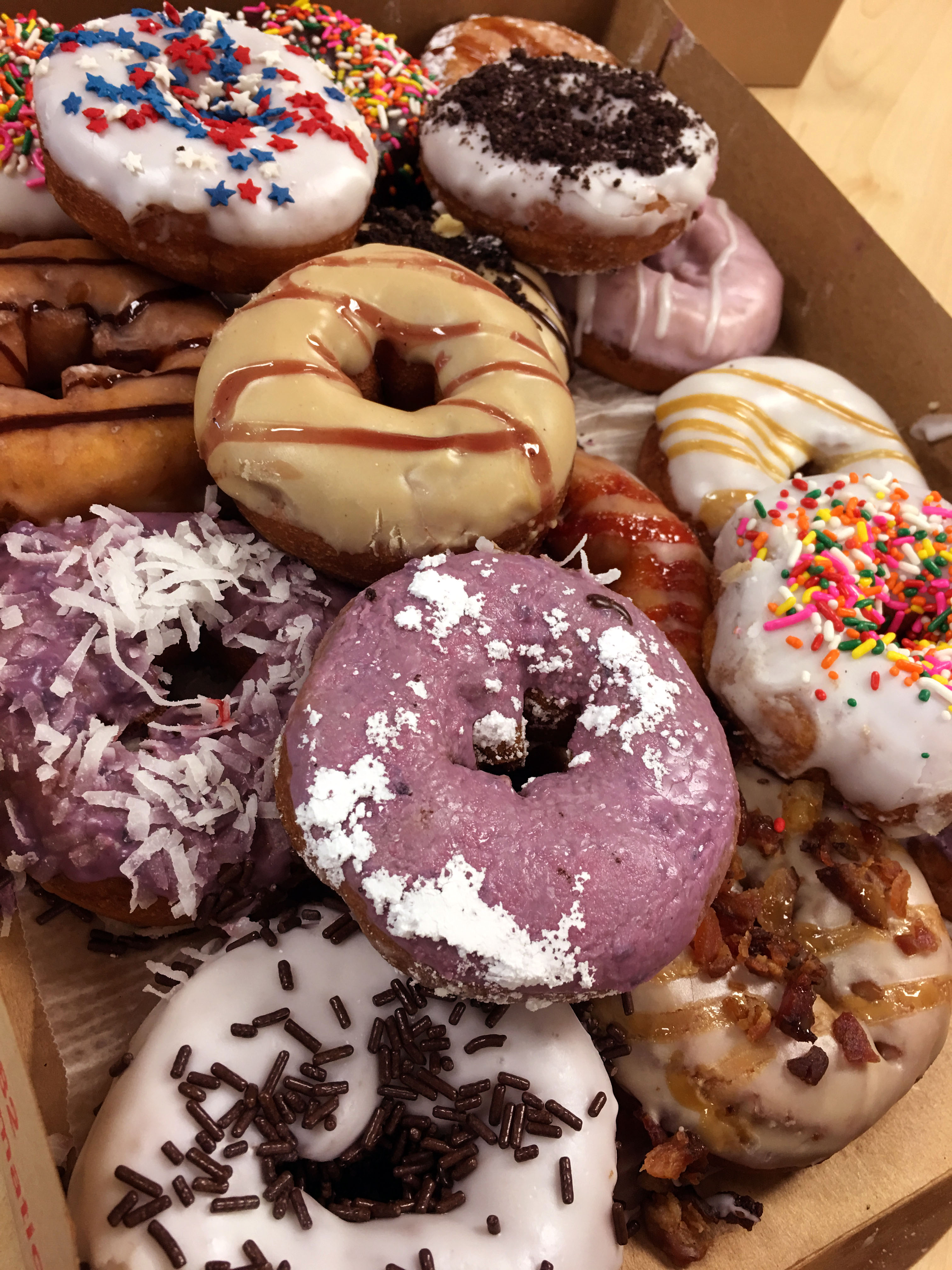
Uma caixa de donuts da Duck Donuts

Com sede em 6230 Carlisle Pike, em Mechanicsburg, Pensilvânia, a Duck Donuts foi fundada em 2006 por Russell “Russ” DiGilio, que viu a necessidade de “donuts quentes, frescos e feitos por encomenda”, e Robin Griffith. Ambos naturais do Condado de Delaware, na Pensilvânia, a dupla se conheceu em 1992, quando trabalhava no setor das residências assistidas.
Antes da Duck Donuts, não existiam lojas de donuts nos Outer Banks da Carolina do Norte. A primeira loja Duck Donuts foi aberta em Duck, Carolina do Norte, de onde a cadeia recebeu o seu nome, seguida de uma segunda localização em Kitty Hawk. A terceira e quarta lojas Duck Donut foram abertas em Kill Devil Hills e Corolla, respetivamente.
Durante meia década, a Duck Donuts se limitou a região de Outer Banks, mas depois de receber inúmeras propostas sobre franquias, DiGiglio decidiu finalmente estabelecer a Duck Donuts Franchising Company; o primeiro local de franquia foi aberto em Williamsburg, Virgínia, em 2013. Posteriormente, a franquia começou a se expandir para outros estados, incluindo a Flórida, Nova Jérsia e Geórgia. De acordo com um artigo de julho de 2018 do Franchising.com, existem “69 locais de franquia abertos 140 contratos adicionais em 23 estados e dois países”. Em maio de 2018, a Duck Donuts abriu seu primeiro local de Nova Iorque em Hauppauge, e dois meses depois, em julho, eles abriram seu local inaugural na Costa Oeste em Huntington Beach, Califórnia. Em dezembro de 2018, ele se expandiu para Minnesota com um local em Woodbury. Em junho de 2020, a Duck Donuts se expandiu, abrindo seu primeiro local de Porto Rico em Bayamón, e em setembro de 2020 a empresa abriu sua primeira loja em Dubai, Emirados Árabes Unidos. Essa loja em Dubai foi fechada mais tarde. Em 2 de outubro de 2023, foi inaugurada a sua primeira loja na Tailândia, em Banguecoque, no Siam Discovery. A expansão para as Filipinas foi anunciada em 24 de janeiro de 2024, com planos para 25 locais, a sua primeira sucursal operacional abriu perto da Câmara Municipal de Makati em 25 de junho e outra está atualmente em construção no Circuit Makati.